# Sportensemble Elsterwerda

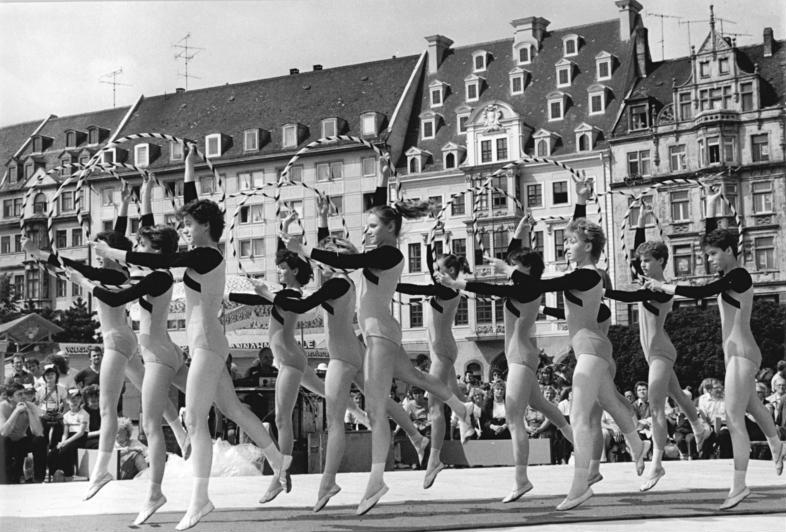
Das Elsterwerdaer Sportensemble 1987 in Leipzig.

Der TSC Sportensemble Elsterwerda ist ein Sportverein in der südbrandenburgischen Kleinstadt Elsterwerda im Landkreis Elbe-Elster. Das 1953 als Sportwerbegruppe gegründete Ensemble ist regelmäßig beim Internationalen Deutschen Turnfest vertreten und wurde durch zahlreiche Fernsehauftritte im In- und Ausland bekannt. Dabei ist das Bühnenprogramm eine Mischung von turnerischen und gymnastischen sowie akrobatischen Darbietungen, welche durch die Einbeziehung von Musik, Tanz, gestalteten Sprechtexten und Sketchen unterstützt wird. Mitglieder der Sportwerbegruppe waren 1962 Hauptdarsteller im Kinderfilm „Reiseziel Erfurt“.

## Geschichte
Das Sportensemble Elsterwerda wurde im Februar 1953 durch den damals dreiundzwanzigjährigen Lehrer Rolf Hirschnitz als Sportwerbegruppe mit zunächst zehn Kindern gegründet. Ziel war die Gewinnung und Entwicklung von Nachwuchskräften für die Sektionen der BSG „Lokomotive Elsterwerda“. Trainingsstätte war zunächst das „Haus der Jungen Pioniere“, welches im Februar 1951 im einstigen „Vereinshaus Hummel“ und heutigen „Stadthaus“ gegenüber dem Elsterwerdaer Rathaus eingerichtet wurde. Durch den dazugehörigen Saal mit Bühne bot das Gebäude zum damaligen Zeitpunkt einigermaßen brauchbare Bedingungen für das Training und die Proben der Truppe. Bald folgten die ersten Auftritte auf verschiedenen Veranstaltungen, in Betrieben oder in Krankenhäusern. Bereits ein Jahr später wurden die Elsterwerdaer Bezirksmeister des Bezirkes Cottbus und die Stadt schnell zu einem Zentrum der Sportwerbegruppen in der DDR. 1955 folgte schließlich beim II. Pioniertreffen in Dresden der DDR-Meister-Titel.

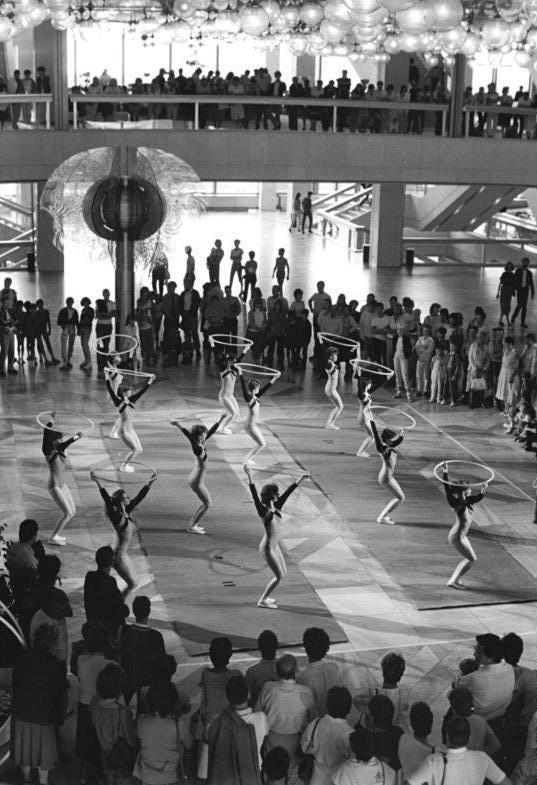
Das Sportensemble 1986 im Berliner Palast der Republik.

1962 erregte der DEFA-Kinderfilm „Reiseziel Erfurt“ von Heinz Fischer große Aufmerksamkeit. Die Hauptdarsteller des Films waren unter anderem Mitglieder der Elsterwerdaer Sportwerbegruppe. Das Drehbuch zum Film schrieb hierzu der Schriftsteller und ehemalige Elsterwerdaer Schüler Klaus Beuchler gemeinsam mit Fred Rodrian. Zur Elsterwerdaer Uraufführung im städtischen Kino kamen am 7. Juni 1962 neben den Darstellern aus der Stadt auch der Regisseur Heinz Fischer und Klaus Beuchler.
Zehn Jahre nach ihrer Gründung konnte die Sportwerbegruppe bereits etwa 450 Auftritte vor rund 675.000 Besuchern verbuchen und hatte mehrmals in verschiedenen Rundfunkestraden sowie Liveübertragungen des Deutschen Fernsehfunks mitgewirkt.
Mit der Eröffnung der neuen Polytechnischen Oberschule in Elsterwerda-West im Schuljahr 1968/69 zog das Sportensemble vom Pionierhaus in der Elsterwerdaer Innenstadt in ein neues Trainingszentrum, da mit der Schule auch eine neue Turnhalle gebaut worden war und Rolf Hirschnitz hier Sportlehrer wurde.
Große Veränderungen brachte die Wende 1989/90 mit sich. Die bisherigen Strukturen in der Organisation und Finanzierung brachen weg. Das Sportensemble löste sich von der bisherigen Betriebssportgemeinschaft und der „Turn- und Sportclub / Sportensemble“ gründete sich.
Das Elsterwerdaer Sportensemble trat seit seiner Gründung 1953 bei mehr als 4.000 Veranstaltungen vor über drei Millionen Zuschauern auf. Dabei wurden bisher acht europäische Länder bereist. Auftritte gab es unter anderem im Berliner Friedrichstadtpalast und in verschiedenen Fernsehsendungen im In- und Ausland, wie bei der in der DDR beliebten Unterhaltungssendung „Ein Kessel Buntes“, bei der von Gerhard Adolph (kurz: Adi) moderierten Sportsendung „Mach mit, mach’s nach, mach’s besser“ oder der „Jiří-Korn-Show“ in Prag. Weitere Höhepunkte für das Sportensemble waren ein zehnminütiger Auftritt beim Olympiaball am 21. August 1980 im Berliner Palast der Republik sowie eine Tournee entlang der Erdgastrasse Druschba. Außerdem wurde neben zahlreichen weiteren Erfolgen bei DDR-Meisterschaften insgesamt zwanzig mal eine Goldmedaille errungen.

## Auszeichnungen (Auswahl)
1962 wurde dem Elsterwerdaer Sportensemble vom Deutschen Turn- und Sportbund
die „Friedrich-Ludwig-Jahn-Medaille“ verliehen. Außerdem führte es den Titel „Verdientes Volkskunstensemble der DDR“. Der langjährige Leiter des Sportensembles, Rolf Hirschnitz († 2006), wurde vom DTSB mit dem Titel Meister des Sports geehrt.

## Trainingsgruppen
Im TSC Sportensemble Elsterwerda sind gegenwärtig folgende Trainingsgruppen aktiv: Rhönrad, Akrobatik, Gymnastik, Turnen, Kinderturnen, Seilspringen, Sprungreihen, Minitramp und Kunstrad.